# 10 oktober
10 oktober är den 283:e dagen på året i den gregorianska kalendern (284:e under skottår) och det återstår 82 dagar av året.

## Återkommande bemärkelsedagar

### Nationaldagar
- Fijis nationaldag
- Taiwans nationaldag

### Flaggdagar
- Finland, vedertagen flaggdag, Aleksis Kividagen, den finska litteraturens dag[1]

### Temadagar
- Världsdagen för mental hälsa[2]

## Namnsdagar

### I den svenska almanackan
- Nuvarande – Harry och Harriet
- Föregående i bokstavsordning
  - Gereon – Namnet fanns, till minne av en kristen officer, som dog martyrdöden i Köln 304, på dagens datum före 1901, då det utgick.
  - Hadar – Namnet infördes 1986 på 1 april, men flyttades 1993 till dagens datum och utgick 2001.
  - Harriet – Namnet infördes 1986 på 22 augusti, men flyttades 1993 till 5 september och 2001 till dagens datum.
  - Harry – Namnet har gått exakt samma väg som Harriet, genom att 1986 införas på 22 augusti 1993 flyttas till 5 september och 2001 till dagens datum.
  - Helmer – Namnet infördes på dagens datum 1901, men flyttades 2001 till 16 januari.
  - Helmina – Namnet infördes på dagens datum 1986, men utgick 1993.
  - Helmy – Namnet infördes på dagens datum 1986, men flyttades 1993 till 26 maj och 2001 till 6 april, då formen ändrades till Helmi. 2011 togs det bort ur almanackan.
- Föregående i kronologisk ordning
  - Före 1901 – Gereon
  - 1901–1985 – Helmer
  - 1986–1992 – Helmer, Helmina och Helmy
  - 1993–2000 – Helmer och Hadar
  - Från 2001 – Harry och Harriet
- Källor
  - Brylla, Eva (red.). Namnlängdsboken. Gjøvik: Norstedts ordbok, 2000 ISBN 91-7227-204-X
  - af Klintberg, Bengt. Namnen i almanackan. Gjøvik: Norstedts ordbok, 2001 ISBN 91-7227-292-9

### Finlandssvenska almanackan
- Nuvarande från 1929[3] – Alexis
- I föregående revideringar[a][4]
  - inga ändringar sedan 1929

## Händelser
- 732 – Karl Martell besegrar Abd ar-Rahman ibn Abd Allah i slaget vid Poitiers.[5]
- 1471 – Slaget vid Brunkeberg (på nuvarande Norrmalm) i Stockholm utkämpas.
- 1903 – Den brittiska suffragetten Emmeline Pankhurst bildar Women’s Social and Political Union.
- 1911 – Den republikanska revolutionen i Kina äger rum och kejsardömet störtas. Dagen firas som Taiwans (Republiken Kina) nationaldag.
- 1930 – Det amerikanska flygbolaget Trans World Airlines bildas.
- 1935 – Uruppförandet av Porgy och Bess av George Gershwin äger rum i New York.
- 1964 – Olympiska sommarspelen invigs i Tokyo, Japan av kejsar Hirohito. Spelen pågår till den 24:e.
- 1970 – Öriket Fiji i Stilla havet blir självständigt från Storbritannien.[6] Dagen firas som Fijis nationaldag.
- 1971 – London Bridge återinvigs i Lake Havasu City, Arizona, USA efter att ha flyttats dit (isärplockad) från London, Storbritannien.
- 1994 – Musikkanalen VH1 från MTV Networks lanseras i en egen version för Storbritannien och Europa.

## Födda
- 1624 – Gustaf Kurck, svenskt riksråd.
- 1625 – Erik Dahlbergh, svensk greve, militär, arkitekt med mera.
- 1684 – Antoine Watteau, fransk målare.
- 1731 – Henry Cavendish, brittisk fysiker, vetenskapsman.
- 1813 – Giuseppe Verdi, italiensk kompositör (operor med mera).
- 1825 – Paul Kruger, sydafrikansk boerledare under boerkriget, president i republiken Transvaal 1880–1902.
- 1830 – Isabella II av Spanien, drottning 1833–1870.
- 1834 – Aleksis Kivi, finländsk författare.
- 1836 – William D. Hoard, amerikansk republikansk politiker, guvernör i Wisconsin 1889–1891.
- 1842 – Oyama Iwao, japansk furste och fältherre, samt en av den kejserliga japanska arméns grundare.
- 1861 – Fridtjof Nansen, norsk upptäcktsresande, oceanograf, zoolog, diplomat och polarforskare, mottagare av Nobels fredspris 1922.
- 1865 – Rafael Merry del Val y Zulueta, spansk kardinal och teolog.
- 1877 – William Richard Morris, brittisk biltillverkare (Morris Motor Company).
- 1883 – Adolf Joffe, sovjetrysk diplomat.
- 1889 – Han van Meegeren, nederländsk målare.
- 1895
  - Finn Lange, norsk skådespelare.
  - Fridolf Rhudin, svensk skådespelare.
- 1899 – Wilhelm Röpke, tysk ekonom.
- 1900
  - Helen Hayes, amerikansk teater- och filmskådespelare.
  - Wilhelm Rediess, tysk SS-officer.
- 1901 – Alberto Giacometti, schweizisk skulptör och målare.
- 1903 – Charles av Flandern, belgisk prins, greve av Flandern, regent 1944-1950.
- 1905 – Helmer Nerlund, svensk dragspelare och kompositör.
- 1906 – Yngve Westerberg, svensk kompositör.
- 1910 – Harold LeVander, amerikansk politiker, guvernör i Minnesota 1967–1971.
- 1913 – Claude Simon, fransk författare, mottagare av Nobelpriset i litteratur 1985.
- 1917 – Thelonious Monk, amerikansk jazzpianist, kompositör.
- 1924
  - James Clavell, australiskfödd författare.
  - Ed Wood, amerikansk filmregissör.
- 1930
  - Yves Chauvin, fransk kemist, mottagare av Nobelpriset i kemi 2005.
  - Harold Pinter, brittisk dramatiker, författare, mottagare av Nobelpriset i litteratur 2005.
- 1933 – Daniel Massey, brittisk skådespelare.
- 1936
  - Nigel Beard, brittisk parlamentsledamot för Labour.
  - Gerhard Ertl, tysk fysiker, mottagare av Nobelpriset i kemi 2007.
- 1938
  - Heinz Fischer, Österrikes president 2004-2016.
  - Oleg Gordievskij, rysk KGB-officer och spion.
- 1939 – Joseph R. Pitts, amerikansk republikansk politiker.
- 1941 – Peter Coyote, amerikansk skådespelare.
- 1944 – Claire Wikholm, svensk skådespelare.
- 1945 – Anders Lönnbro, svensk skådespelare, regissör och producent.
- 1946
  - Charles Dance, brittisk skådespelare.
  - Ben Vereen, amerikansk dansare och skådespelare.
- 1947 – Bengt-Göran Broström, svensk målare och skulptör i Västerås.
- 1950
  - Charlie George, brittisk fotbollsspelare.
  - Johan Lindell, svensk skådespelare.
- 1953 – Midge Ure, skotsk sångare och musiker, bland annat känd som frontfigur för det brittiska new romantic-bandet Ultravox.
- 1954 – David Lee Roth, amerikansk rocksångare, före detta lead vocalist i bandet Van Halen.
- 1957 – Rumiko Takahashi, japansk mangaförfattare.
- 1958 – Tanya Tucker, amerikansk countrysångare, från Texas.
- 1959
  - Kirsty MacColl, brittisk sångare.
  - Bradley Whitford, amerikansk skådespelare.
- 1961 – Helen A. Johansson, svensk travkusk.
- 1963
  - Daniel Pearl, amerikansk journalist, dödad i Karachi 21 februari 2002.
  - Vegard Ulvang, norsk längdskidåkare.
- 1965 – Steve Scalise, amerikansk republikansk politiker.
- 1966
  - Tony Adams, brittisk fotbollsspelare.
  - Carolyn Bertozzi, amerikansk kemist, mottagare av Nobelpriset i kemi 2022.
- 1967 – Gavin Newsom, amerikansk demokratisk politiker.
- 1968 – Bart Brentjens, nederländsk tävlingscyklist.
- 1969 – Brett Favre, amerikansk fotbollsspelare.
- 1974 – Chris Pronger, kanadensisk ishockeyspelare.
- 1975
  - Michael Poulsen, dansk musiker.
  - Daniel Frank, svensk operasångare och sångpedagog.
- 1978 – Jodi Lyn O'Keefe, amerikansk skådespelare.
- 1979 – Nicolás Massú, chilensk tennisspelare.
- 1980 – Tony Gonzales, amerikansk republikansk politiker.
- 1983 – Jennifer Luv, peruansk skådespelare i pornografisk film.
- 1985 – Marina Diamandis, walesisk sångare och låtskrivare. Uppträder under artistnamnet Marina and the Diamonds.
- 1988 – John Chibuike, nigeriansk fotbollsspelare.
- 1996 – Oscar Pralin Zia, svensk artist och låtskrivare.
- 1997 – Nadja Holm, svensk artist.

## Avlidna
- 613 – Sigibert II, frankisk kung av Burgund och Austrasien sedan Theoderik II:s död tidigare samma år.
- 1630 – John Heminges, 63, engelsk skådespelare, sammanställde First Folio med William Shakespeares pjäser.
- 1707 – Johann Patkul, 47, livländsk militär (avrättad).
- 1796 – Juliana Maria av Braunschweig-Wolfenbüttel, 67, drottning av Danmark och Norge 1752–1766, gift med Fredrik V.
- 1847 – William Harper, 57, amerikansk politiker och jurist, senator (South Carolina) 1826.
- 1872 – William H. Seward, 71, amerikansk politiker, USA:s utrikesminister 1861–1869.
- 1877 – Peter Wieselgren, 77, svensk präst, nykterhetsförkämpe, litteratur- och kulturhistoriker.
- 1896 – Levi K. Fuller, 55, amerikansk republikansk politiker och uppfinnare, guvernör i Vermont 1892–1894.
- 1914 – Carol I, 75, kung av Rumänien.
- 1916 – Antonio Sant'Elia, 28, italiensk arkitekt.
- 1927 – Gustave Whitehead, 53, tysk-amerikansk flygpionjär.
- 1948 – Mary Eaton, 47, amerikansk dansös och skådespelare.
- 1949 – Leonor Michaelis, 74, tysk-amerikansk biokemist.
- 1955 – Harald Beijer, 59, svensk författare och manusförfattare.
- 1963 – Édith Piaf, 47, fransk sångare.
- 1964 – Eddie Cantor, 72, amerikansk skådespelare, komiker och musikalartist.
- 1966 – Kurt Bolender, 54, tysk SS-officer.
- 1970 – Édouard Daladier, 86, fransk politiker.
- 1980 – Hjalmar Gustafson, 87, svensk lantbrukare och socialdemokratisk politiker.
- 1982 – Anna-Lisa Ryding, 79, svensk skådespelare och sångare.
- 1983 – Ralph Richardson, 80, brittisk skådespelare.
- 1985
  - Yul Brynner, 65, rysk-amerikansk skådespelare.
  - Orson Welles, 70, amerikansk regissör och skådespelare.
- 1988
  - Frank Gollan, amerikansk vetenskapsman.
  - Juan Pujol García, 76, spansk dubbelagent under andra världskriget.
- 1991 – Jacob Dahlin, 39, svensk programledare.
- 1997 – Carl-Michael Alw, 71, svensk skådespelare.
- 2000 – Sirimavo Bandaranaike, 84, Sri Lankas premiärminister 1960–1965, 1970–1977 samt 1994–2000, världens första kvinnliga premiärminister.
- 2001 – Eddie Futch, 90, amerikansk boxningstränare.
- 2004 – Christopher Reeve, 52, amerikansk skådespelare.
- 2008 – Aleksej Prokurorov, 44, rysk längdskidåkare.
- 2009
  - Stephen Gately, 33, irländsk sångare, medlem i Boyzone.
  - Hugo Hegeland, 87, svensk politiker.
- 2010 – Solomon Burke, 70, amerikansk soulartist.
- 2011 – Ulf Löfgren, 79, svensk barnboksförfattare och illustratör.
- 2014 – Helmer Lång, 90, svensk författare och översättare.
- 2015 – Richard F. Heck, 84, amerikansk kemist, mottagare av Nobelpriset i kemi 2010.

### Fotnoter
1. ↑  ”Flaggdagar och tider”. Inrikesministeriet.fi. Arkiverad från originalet den 10 juni 2016. https://web.archive.org/web/20160610094004/http://www.intermin.fi/sv/ministeriet/finlands_flagga_och_vapen/flaggdagar_och_tider. Läst 5 november 2012.
2. ↑  Världsdagen för mental hälsa
3. ↑  ”Universitetets namnsdagsalmanacka - Universitetets almanacksbyrå”. almanakka.helsinki.fi. Helsingfors universitet. https://almanakka.helsinki.fi/sv/kalender-2025/. Läst 22 februari 2025.
4. ↑  ”Namnsdagsrevideringar - Universitetets almanacksbyrå”. almanakka.helsinki.fi. Helsingfors universitet. https://almanakka.helsinki.fi/sv/namnsdagar/namnsdagsrevideringar.html. Läst 3 oktober 2020.
5. ↑  Andalusian History, from the Islamic Conquest till the Fall of Granada 92-897 A.H. (711-1492 C.E.), by Dr. Abd Ar-Rahman Ali Al-Hajji, Professor of Isliamic History at Baghdad University, published in Dar Al-Qalam, in Demashq, and in Beirut "Second Edition". Page: 193
6. ↑  ”Fiji” (på engelska). World Statesmen. http://www.worldstatesmen.org/Fiji.html. Läst 23 september 2012.